# Andy Carroll
Andrew Thomas Carroll (Gateshead, 6 de janeiro de 1989) é um futebolista inglês que atua como centroavante. Atualmente joga no Bordeaux.
Carroll começou sua carreira profissional no Newcastle em 2006, antes de passar um breve período emprestado ao Preston North End, durante o qual marcou seu primeiro gol como profissional. Ele firmou-se como titular na equipe do Newcastle em 2008, e após o rebaixamento dos Magpies para a Championship em 2009, marcou 17 gols em 39 partidas, ajudando o clube a terminar em primeiro lugar no campeonato, retornando assim à Premier League.

## Carreira

### Newcastle
Carroll, um destaque das categorias de base do Newcastle, fez a sua estreia pelo time principal no dia 2 de novembro de 2006, aos 17 anos de idade, em uma vitória de 1 a 0 sobre o Palermo pela Copa da UEFA, entrando no lugar do peruano Nolberto Solano. Ao fazer isso, o atacante tornou-se o mais jovem jogador a representar o Newcastle na competição europeia.
Ele fez sua estreia na Copa da Inglaterra no dia 17 de janeiro de 2007, saindo do banco de reservas na derrota em casa por 5 a 1 para o Birmingham City. Já no dia 25 de fevereiro, Carroll fez seu primeiro jogo na Premier League, entrando aos 87 minutos na derrota de 1 a 0 Wigan Athletic. Ele teve uma chance clara de empatar o jogo, mas o goleiro John Filan fez grande defesa.
Em 2007, ele foi o destinatário do "Wor Jackie Milburn Trophy", que é concedido a cada ano para a estrela em ascensão do Nordeste de futebol, escolhidos entre os jogadores do Newcastle. No dia 29 de julho, marcou seu primeiro gol como profissional numa vitória por 2 a 0 sobre a Juventus, em um amistoso. Após o jogo, recebeu elogios do experiente goleiro italiano Gianluigi Buffon.

### Preston North End
No dia 14 de agosto de 2007, foi emprestado por seis meses de empréstimo ao Preston North End. Fez sua estreia no mesmo dia, atuando num jogo contra o Morecambe pela Copa da Liga Inglesa. No dia 18 de setembro, Carroll foi expulso numa partida contra o Scunthorpe United. Ele marcou seu primeiro gol na Premier League contra o Leicester City, no dia 6 de novembro.

### Liverpool

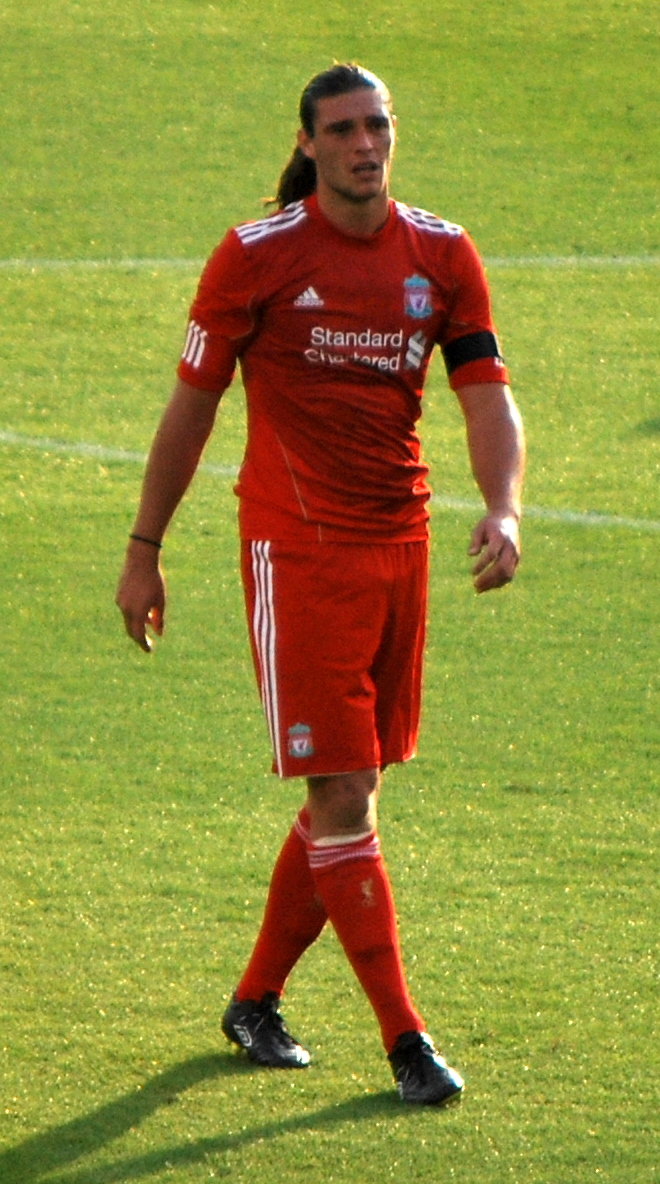
Carroll atuando pelo Liverpool em 2011

Assinou com o Liverpool no último dia da janela de transferências, em 31 de janeiro de 2011, pela alta quantia de 35 milhões de libras. Chegou para suprir a vaga deixada pelo astro Fernando Torres, que havia se transferido para o Chelsea no mesmo dia por 50 milhões de libras, tornando Carroll na época o segundo jogador mais caro contratado por um clube britânico, atrás justamente de Torres.
Como havia sofrido uma lesão em dezembro, o atacante só estreou pelo Liverpool em março. Carroll marcou seus dois primeiros gols pelo clube no dia 11 de abril, numa vitória por 3 a 0 sobre o Manchester City.

### West Ham
Amargando o banco de reservas do Liverpool, foi emprestado ao West Ham no dia 30 de agosto de 2012, pelo valor de 2 milhões de euros. O atacante foi negociado definitivamente para o clube do leste de Londres em junho de 2013, por 15 milhões de euros.
A temporada 2013–14 não foi muito boa para Carroll, onde o atleta marcou apenas dois gols em 18 partidas.
Em contrapartida, na temporada 2014–15 o centroavante balançou as redes em cinco oportunidades, tendo jogado apenas oito partidas.

### Retorno ao Newcastle
No dia 8 de agosto de 2019, foi confirmado o seu retorno aos Magpies. O atacante assinou por uma temporada.

### Reading
Sem clube após ter deixado o Newcastle, Carroll foi anunciado pelo Reading no dia 15 de novembro de 2021.

## Títulos
Newcastle
- Copa Intertoto da UEFA: 2006
- EFL Championship: 2009–10

Liverpool
- Copa da Liga Inglesa: 2011–12

### Prêmios individuais
- Troféu Jackie Milburn: 2007
- Equipe do Ano da PFA: 2009–10